# Ismail Kadare
Ismail Kadare (ur. 28 stycznia 1936 w Gjirokastrze, zm. 1 lipca 2024 w Tiranie) – albański pisarz.

## Życiorys
Studiował literaturę na Uniwersytecie w Tiranie, a następnie w Instytucie Gorkiego w Moskwie. Pierwszy zbiór wierszy Frymëzime djaloshare opublikował w roku 1954. W 1960 r. zmuszony został do powrotu do kraju z powodu rozłamu radziecko-albańskiego. Po powrocie do kraju pracował jako dziennikarz, był także deputowanym do parlamentu albańskiego. W latach 80. pełnił funkcję wiceprzewodniczącego Frontu Demokratycznego – komunistycznej organizacji masowej.
W 1963 r. ukazała się powieść Generał martwej armii, która przyniosła mu sławę w Albanii, a następnie uznanie międzynarodowe. 24 października 1990 r. opuścił Albanię i uzyskał azyl polityczny we Francji. W 2005 r. otrzymał jako pierwszy nagrodę Man Booker International Prize, w 2009 Nagrodę Księżnej Asturii w dziedzinie literatura, a w 2015 Nagrodę Jerozolimską. W 2020 roku otrzymał Neustadt International Prize for Literature.
W roku 2007, w związku z nominacją powieści Pałac snów do Nagrody Literackiej Europy Środkowej za 2006 rok pisarz po raz pierwszy odwiedził Polskę, spotykając się z czytelnikami w Warszawie i we Wrocławiu. W roku 2011 kolejny przekład jego książki – Ślepy ferman znalazł się w gronie siedmiu finalistów Literackiej Nagrody Europy Środkowej Angelus za 2010 rok. Nominowany po raz kolejny w 2014 roku za książkę Wypadek.
W swoich utworach często porusza tematykę dotyczącą działania mechanizmów państwa totalitarnego.
Mieszkał w Paryżu i w Tiranie. Był żonaty (żona Elena), miał dwie córki Gresę i Besianę. Zmarł na atak serca w szpitalu w Tiranie. Pochowany 3 lipca 2024 na cmentarzu Tufinë w Tiranie. Imieniem pisarza nazwano ulice w Gjirokastrze i w Bilisht.

## Polskie przekłady powieści Ismaila Kadare
- Generał martwej armii, przeł. M. i C. Gawrysiowie, Warszawa 1984. ISBN 83-06-01079-5.
- Krew za krew, przeł. Anna Mencwel, Warszawa 1988. ISBN 83-07-01650-9.
- Kto przyprowadził Doruntinę?, przeł. Anna Laurent, Poznań 1991.
- Akta sprawy H., przeł. Anna Laurent, Poznań 1994. ISBN 83-900203-4-3.
- Potwór, przeł. Krystyna Arustowicz, Warszawa 2000. ISBN 83-06-02792-2.
- Pałac snów, przeł. Dorota Horodyska, wyd. Znak, Kraków 2006. ISBN 83-240-0698-2 (pierwszy przekład na język polski bezpośrednio z języka albańskiego)
- Następca, przeł. Dorota Horodyska, wyd. Świat Książki, Warszawa 2008. ISBN 978-83-247-0809-3.
- Ślepy ferman, przeł. Dorota Horodyska, wyd. Pogranicze, Sejny 2010. ISBN 978-83-61388-01-2.
- Córka Agamemnona, przeł. Dorota Horodyska, wyd. Świat Książki, Warszawa 2011. ISBN 978-83-247-1678-4.
- Wypadek, przeł. Dorota Horodyska, wyd. Świat Książki, Warszawa 2013, ISBN 978-83-7943-109-0.
- Kolacja dla wroga, przeł. Dorota Horodyska, wyd. Świat Książki, Warszawa 2013, ISBN 978-83-7943-110-6.
- Kronika w kamieniu, przeł. Marek Jeziorski, wyd. Sedno, Warszawa 2023, ISBN 978-83-7963-174-2.
- Most o trzech przęsłach, przeł. Marek Jeziorski, wyd. Sedno, Warszawa 2024, ISBN 978-83-7963-226-8.

## Poezja
- Piramida Cheopsa, Czekając na Ciebie, [w:] Tylko Itaka pozostanie. Antologia poezji albańskiej i polskiej XX w., przeł. M. Saneja, Warszawa 1993.
- Poezja, Pisane 31 grudnia, Twój telefon, Stare kino, Przeklęte Góry, Gitarzysta, Czekając na Ciebie, Tło, Paralela, Piramida Cheopsa, [w:] Nie jest za późno na miłość. Antologia poezji albańskiej XX wieku, przeł. M. Saneja, Sejny 2005.

## Wywiady z pisarzem
- Albański prawie noblista, rozm. Gabriele Invernizzi, Forum 1991/12, s. 18
- Czyje Kosowo, rozm.Henri Guirchon, Jacques Julliard, Forum 1998/15, s. 6
- Dobra nowina dla Albanii, rozm. Grzegorz Dobiecki, Rzeczpospolita 18 X 2003
- Dyktatura i literatura to dzikie bestie, rozm. Grzegorz Dobiecki, Rzeczpospolita, dod. Plus Minus 2007/1 (6-7 I 2007), s. A11
- Kultura kontra komunizm, rozm. Jose Alain Fralou, Nicole Zand, Forum 1992/2, s. 17
- Literatura to dzika bestia, rozm. Magdalena Miecznicka, Dziennik 2007/275, s. 27
- Musimy rozmawiać, rozm.Anna Uzelac, Gazeta Wyborcza 1996/265, s. 10
- Odurzający smak wolności, rozm. Marek Rapacki, Gazeta Wyborcza 1998/298, s. 14
- Tak wygląda życie małego narodu, rozm. Marek Rapacki, Gazeta Wyborcza 1999/79, s. 12
- Wywiad Ismaila Kadare dla „Newsweek” z 13 maja 1991 r., Przegląd Międzynarodowy 1991/18, s. 44

## Pozostałe publikacje
- Dramat domu Szehu, Gazeta Wyborcza 1993/213, s. 14–16
- e.[lsa] d.[emo], Kadare në finalen “Angelus” Shekulli 26 X 2007
- Elsa Demo, Nuk jeni më njollë e bardhë në Poloni, Shekulli 25 IX 2007
- Zygmunt Kryłowski, Aneks, czyli „Czerwoni paszowie”, [w:] Fatos Lubonja, Albania-wolność zagrożona, Sejny 2005
- Naród albański u progu trzeciego tysiąclecia, przeł. Dorota Horodyska, Więź 1999/12
- Grzegorz Sowula, Ismail Kadare wyróżniony, Rzeczpospolita 2005/129, s. A21
- Tragiczny koniec iluzji, przeł. Dorota Horodyska, Gazeta Wyborcza 2004/72, s. 16–17
- UKA, Kadare, Odra 1995/1, s. 121–122, portr.
- Wielka zima, przeł. Bereś Stanisław, Laurent Anna, Odra 1993/1.
- Z Tirany w świat, Forum 1999/15, s. 18–19

## Scenariusze filmowe
- 1979: Balle per balle
- 1979: Emblema e dikurshme
- 1979: Radiostacioni
- 1985: Te paftuarit
- 1989: Kthimi i ushtrise se vdekur
- 1991: Enigma
- 2007: Time of the Comet